# ココロ (ミュージシャン)
ベンジャミン・"ココロ"・アデルンム（Benjamin ‘Kokoro’ Aderounmu、1925年2月25日 - 2009年1月25日）は、ナイジェリアの盲目のミュージシャン。
ナイジェリアのオンド州オウォにて王族の家系に生まれ、彼が10歳の時に失明した。当時から歌うことをはじめ、そのころにドラムやタンバリンなどを演奏しながら歌う独特のスタイルを確立した。1947年にはラゴスへと移り、アインデ・バカレ、ボビー・ベンソン、ヴィクター・オライヤなどのミュージシャンの影響を受けた。
1960年代と1970年代には地元のラジオ番組などに定期的に出演し、多くのミュージシャンへと影響を与えた。作家のシプリアン・エクウェンシは彼の人生を小説化した作品、『The Drummer Boy』を出版した。
彼は住まいを持っていなかったものの、2007年にキング・サニー・アデとの演奏を見たラゴス州知事のババトゥンデ・ファショラによって家が与えられた。2009年1月25日、下痢を伴う病気で死亡している。